# Sulfură de mercur (II)
Sulfura de mercur (II) (numită și sulfură mercurică) este un compus chimic al sulfului și mercurului, având formula chimică HgS. Este insolubilă în apă.

## Structura cristalină

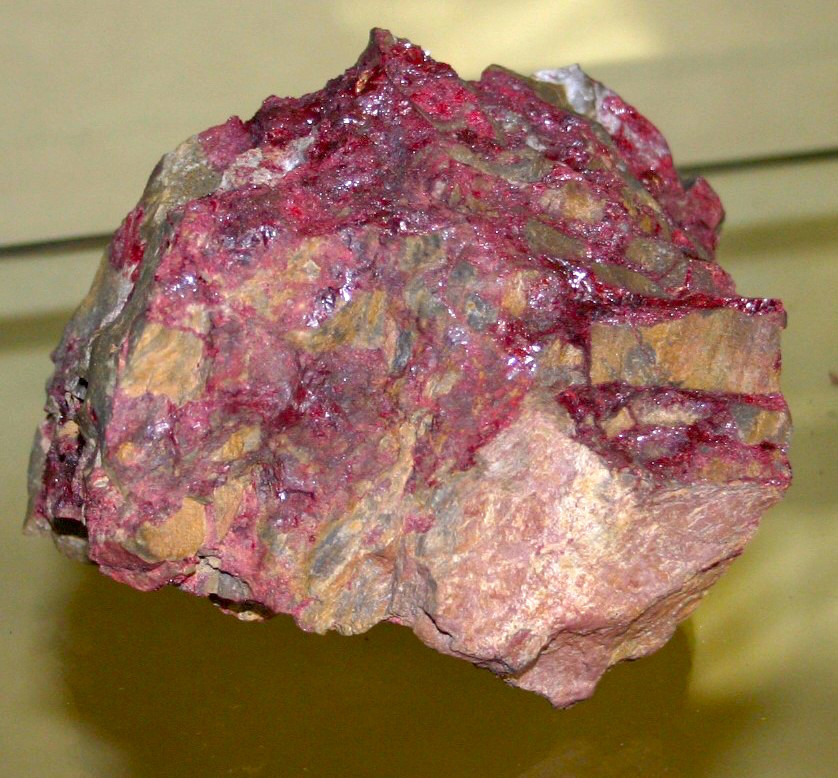
Cinabru din Nevada, SUA

Sulfura de mercur este un compus dimorf, având două forme cristaline:
- forma roșie, numită cinabru (α-HgS, trigonal, hP6, P3221), forma în care mercurul este cel mai răspândit în natură;
- forma neagră, numită metacinabru (β-HgS), este mai puțin răspândită în natură și adoptă structura cristalină a blendei (T2d-F43m).[2]

## Obținere și proprietăți chimice
β-HgS se poate obține prin precipitare, sub forma unui compus negru, foarte greu solubil, în urma reacției hidrogenului sulfurat (H2S) gazos, care se barbotează într-o soluție ce conține săruri ale mercurului divalent (de exemplu, azotat de mercur (II)):
{\displaystyle {\ce {{H2S}+ {Hg(NO3)2}-> {HgS}+ 2{HNO3}}}}
β-HgS reacționează doar cu acizi concentrați. 
Mercurul metalic se poate obține plecându-se de la cinabru, prin prăjirea mineralului în aer, iar apoi prin condensarea vaporilor.